# Massacre (zespół muzyczny)
Massacre – awangardowe amerykańskie trio rockowe.
Grupa powstała 14 lutego 1980 na życzenie Petera Blegvada w składzie Fred Frith (gitara, głos), Bill Laswell (gitara basowa) i Fred Maher (perkusja i instr. perkusyjne). Wszyscy trzej grali aktualnie w zespole Material i przez okres dwu lat oba zespoły koegzystowały ze sobą.
W 1981 r. grupa wydała nowatorski, instrumentalny album Killing Time, który wywarł olbrzymi wpływ na ambitniejsze zespoły rockowe. Album ten powstał pod wyraźnym momentami wpływem awangardowej grupy Captain Beefheart and His Magic Band. Zawierał 13 przeważnie dość krótkich utworów o zwartej konstrukcji i wyszukanej rytmice. Mimo odniesionego sukcesu z zespołu odszedł perkusista Fred Maher. Pozostali dwaj muzycy zajęli się więc swoimi prywatnymi projektami.
Grupa reaktywowała się w 1997 r. z nowym, wybitnym perkusistą Charlesem Haywardem (były muzyk awangardowego tria This Heat) i w styczniu 1998 r. nagrała a potem wydała swój drugi album Funny Valentine, na którym znalazło się 11 stosunkowo długich kompozycji o zdecydowanie luźniejszej formie w stosunku do pierwszego albumu i bardziej improwizatorskich. 
W 2001 r. ukazał się ich trzeci, tym razem koncertowy, album Meltdown, który jest niezwykłym popisem technicznych i improwizatorskich umiejętności muzyków. Po nagraniu tej płyty Frith, Laswell i Hayward ponownie zajęli się swoimi indywidualnymi projektami.
W maju 2007 ukazał się ich czwarty album Lonely Heart. Dysk ten jest zapisem wybranych utworów nagranych na festivalu Sons d'Hiver w Paryżu i na Roskilde Festival w 2003 r.

## Dyskografia
- Killing Time (1981)
- Funny Valentine (1998)
- Meltdown (2001, nagrany 17 czerwca 2001 podczas Robert Wyatt's Meltdown Festival w Queen Elizabeth Hall w Londynie)
- Lonely Heart (2007), nagrany 25 stycznia 2003 na Festival Sons d'Hiver w Paryżu i 26 czerwca 2003 na Roskilde Festival w Danii.